# علم الحشرات

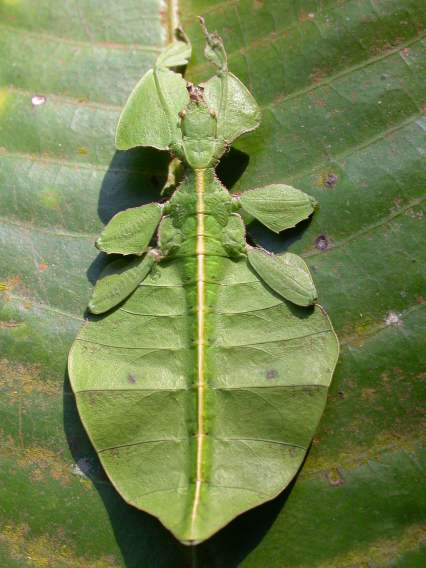
حشرة من رتبة الشبحيات وهي مشاكهة لورقة شجر

علم الحشرات أو الحَشَريات (بالإنجليزية: Entomology) فرع رئيسي من علم الحيوان يختص بدراسة الحشرات. ويُسمى المتخصصون في هذا العلم علماء الحشرات؛ وهم يدرسون الحيوانات ذات الصلة بهذا العلم، مثل القُراد والسوس والعناكب والحريش (أم أربعة وأربعين)، وهذه الأنواع هي من الحيوانات المفصلية انظر: الحيوان المفصلي. لقد تطور علم الحشرات سريعًا بعد خمسينيات القرن الثامن عشر عندما أوجد عالم النباتات السويدي كارولوس لينيوس نظامًا مفيدًا لتصنيف النباتات والحيوانات وتسميتها.

## لمحة عامة

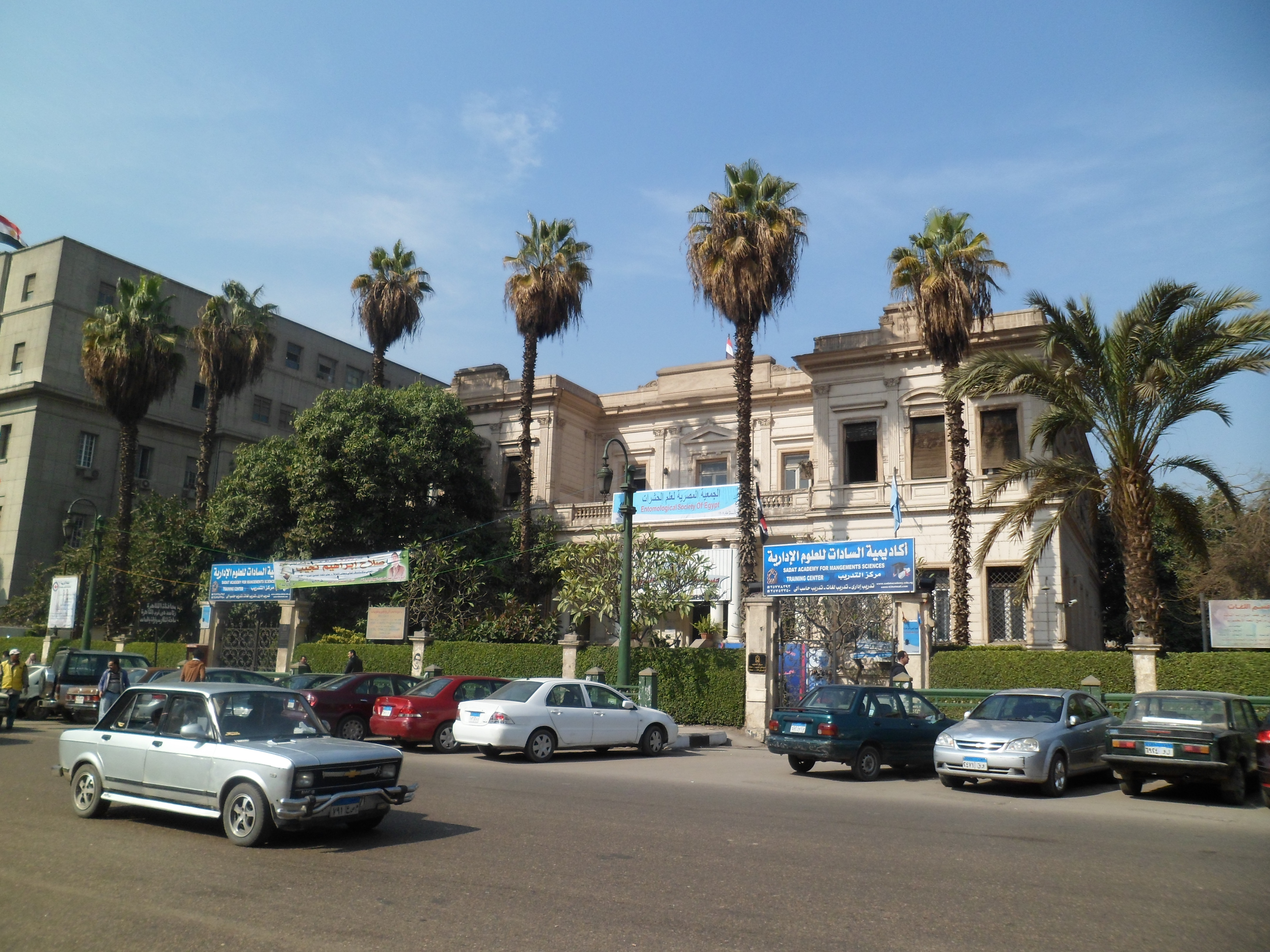
الجمعية المصرية لعلم الحشرات، القاهرة.

يبحث علماء الحشرات في التشريح، وعلم وظائف الأعضاء، والتطور، وتاريخ الحياة، والسلوك، وعلم البنية وتصنيف الحشرات والحيوانات المفصلية. وهناك مليون ونصف المليون نوع معروف من الحشرات، لكن العدد المقدَّر هو عشرة ملايين. وتعتبر الحشرات منافسا رئيسيا للإنسان في الطعام والنسيج؛ فحشرات مثل الجنادب والجراد تسبب ـ بمفردها ـ الفساد لكثير من المحاصيل الزراعية كل عام.
معظم علماء الحشرات يعملون في مجال علم الحشرات الاقتصادي، ويسمى أيضًا بعلم الحشرات التطبيقي؛ حيث يدرسون الآفات الحشرية التي تسبب فساد المحاصيل وأشجار الزينة، والمنتجات المخزونة والأبنية أو فساد كل شيء يتصل بصحة الإنسان والحيوان. ويدرس علماء الحشرات الزراعية الآفات الحشرية للطعام والنسيج. ويدرس علماء حشرات الغابة آفات الأخشاب. ويسعى علماء الحشرات الطبية وعلماء حشرات الطب البيطري للتقليل من خطر الحشرات التي تسبب المرض للإنسان والحيوان، حيث خفَّض العلماء من أعداد الآفات الحشرية من خلال ضوابط مختلفة، تتضمن ضوابط زراعية مثل تجفيف المستنقعات التي يتكاثر عليها البعوض وبعض الذباب، وضوابط كيميائية مثل استعمال المبيدات الحشرية والمنفِّرات، وضوابط بيولوجية مثل استخدام الحيوانات التي تتغذى بالآفات الحشرية. ويعتبر العديد من الحشرات مفيدًا للإنسان: فمثلا دودة الحرير تعطي خيوطا ثمينة، كذلك النحل، فهو لايعطينا العسل والشمع فقط بل يلِّقح أنواعًا عديدة من النباتات. وتتغذى بعض الحشرات مثل حشرة السرعوف والدعسوقة وحشرات أخرى بالآفات الحشرية. ويسعى علماء الحشرات أيضًا إلى حماية تلك الأنواع المساعدة وزيادة أعدادها.

## الآفات الحشرية

### تعريف
هناك حشرات تقدم للإنسان منتجات مثل العسل والحرير وتساعد الحشرات على التخلص من المخلفات حيث تقوم بتحليلها ومن ثم إعادتها إلى البيئة كما أن بعض الحشرات تكون غذاء لبعض الحيوانات والإنسان كالجراد.
إلا أن بعض الحشرات أيضا تتسبب في إيذاء الإنسان عن طريق ما تنقل له من أمراض مثل (الملاريا) وايضاً ما تحدثه من خسائر في إنتاج المحاصيل الزراعية على سبيل المثال الجراد.

### التغذية
وجود الحشرات بالمنشأة الغذائية يدل على ضعف المستوى الصحي وبالتالي تتكاثر الحشرات فهي بصفة عامة سريعة التكاثر خاصة حينما تتوفر لها البيئة المناسبة مما يؤدي رفض المادة الغذائية وتصبح في حكم الفاسدة ومن الأغذية التي هي عرضة للإصابات الحشرية الحبوب ومشتقاته كالقمح والدقيق وايضاً الفواكه و الخضار.

### الطبية
تعتبر الحشرات خطيرة على صحة الإنسان على سبيل المثال الذباب نظرا لتواجده بأعداد هائلة وسرعة تكاثره حيث ينقل الكثير من مسببات الأمراض مثل الكوليرا والتفوئيد.
يعتبر البعوض من الحشرات الضارة بالإنسان حيث تقوم بامتصاص الدماء ونقل العديد من الأمراض للإنسان على سبيل المثال مرض الملاريا.

## وصلات خارجية
- حشرات أمريكا الشمالية مكتبة ضخمة من صور الحشرات. خاضعة لرخصة التشارك الإبداعي.